# Grèce au Concours Eurovision de la chanson junior
La Grèce participe au Concours Eurovision de la chanson junior depuis 2003. La Grèce est le tout premier pays à avoir chanté à l'Eurovision Junior.

## Représentants
| Année                | Artiste            | Chanson                                         | Langue | Traduction du titre                 | Place | Points |
| -------------------- | ------------------ | ----------------------------------------------- | ------ | ----------------------------------- | ----- | ------ |
| 2003                 | Nicolas Ganopoulos | Fili gia panta (Φίλοι για πάντα)                | Grec   | Amis pour toujours                  | 08    | 53     |
| 2004                 | Secret Band        | O palios mou eaftos (Ο παλιός μου εαυτός)       | Grec   | Mon vieux moi                       | 09    | 48     |
| 2005                 | Alexandros & Kalli | Tora einai i seira mas (Tώρα είναι η σειρά μας) | Grec   | Maintenant c'est à notre tour       | 06    | 88     |
| 2006                 | Chloe Sofia Boleti | Den peirazei (TΔεν πειράζει)                    | Grec   | C'est sans importance               | 13    | 35     |
| 2007                 | Made in Greece     | Kapou mperdeftika (Κάπου μπερδεύτηκα)           | Grec   | Quelque part je me suis embrouillée | 17    | 14     |
| 2008                 | Niki Yannouchu     | Kapoia nychta (Κάποια νύχτα)                    | Grec   | Cette nuit                          | 14    | 19     |
| Retrait depuis 2009. |                    |                                                 |        |                                     |       |        |

- Première place
- Deuxième place
- Troisième place
- Dernière place